# Männer sind zum Küssen da
Männer sind zum Küssen da (Men) ist ein US-amerikanisches Filmdrama von Zoe Clarke-Williams aus dem Jahr 1997.

## Handlung
Stella, die Ich-Erzählerin des Films, lebt in New York City mit dem jungen, gutmütigen Alkoholiker Teo zusammen. Er hat reiche Eltern, was auch – wie sie erklärt – die Ursache seiner Faulheit und seiner Trunksucht sei. Stella will Küchenchefin werden und ist durch eine große Neugier geprägt, besonders im Hinblick auf Kochrezepte und auf Sex. Da Teo inzwischen impotent ist, stillt Stella ihre sexuellen Bedürfnisse mit wechselnden Straßenbekanntschaften. Sie versucht, Teo zu einer Entziehungskur zu überreden, die dieser aber ablehnt. Ein Flugticket nach Los Angeles, das ihm seine Mutter mit der Bitte schickt, dort eine Entziehungskur anzutreten, reicht er an Stella weiter.
Stella ergreift die Chance. Sie fliegt nach Los Angeles und findet nach kurzer Suche eine Stelle als Küchenchefin bei George Babbington, dem Besitzer eines kleinen Restaurants. George, der unglücklich verheiratet ist, sorgt nicht nur für die Erweiterung ihres kulinarischen Horizontes, sondern hat auch gelegentlich am Arbeitsplatz Sex mit ihr.
Stella ihrerseits liebt George aber nicht und sucht wieder Sex mit wechselnden Männerbekanntschaften. Ihre Vermieterin, die annimmt, dass sie mit George liiert sei, wirft ihr vor, ein Flittchen zu sein. Für Männer sei solch ein Verhalten normal, für Frauen aber inakzeptabel. Durch einen Anruf seiner Mutter erfährt Stella, dass Teo in New York inzwischen gestorben ist.
Eines Tages taucht der junge Fotograf Frank im Restaurant auf, der Aufnahmen von Gästen und vom Küchenpersonal macht, angeblich für ein Magazin. Stella und Frank verabreden sich. Er gewährt ihr Einblick in seine künstlerische Gedankenwelt und seine Arbeit, die nicht ungefährlich ist, da er im kriminellen Milieu arbeitet, um an ausdrucksvolle Fotomotive zu kommen. Sie verlieben sich ineinander. Als George – von seiner Frau inzwischen verlassen – Stella einen Heiratsantrag macht, lehnt sie ab und kündigt.
Stella zieht zu Frank, der ihr bei einer Party seine Freunde vorstellen will, alle weiblich und ein Panoptikum ausgeflippter Typen, die Stella aber wenig begeistern, insbesondere als ihr und Frank eine bisexuelle Partyteilnehmerin mit eindeutigen Angeboten nachstellt. Stella läuft davon und verbringt die Nacht auf einem Hügel mit Blick über Los Angeles. Sie merkt, dass sie erstmals eifersüchtig war. Am nächsten Morgen kehrt sie zu Frank zurück und gesteht ihm ihre Liebe, die auch er seinerseits bekennt. Stella kann es sich mit ihm zum ersten Mal vorstellen, monogam zu leben und treu zu sein.
Als Frank einen Raubüberfall auf ein Spirituosengeschäft fotografiert, wird er durch einen Bauchschuss schwer verletzt und in ein Krankenhaus gebracht. Von der Polizei darüber informiert, eilt Stella ins Krankenhaus, wo Frank auf einer Liege im Flur auf die Operation warten muss. Während Stella zu ihm über ihre Gefühle für ihn spricht, stirbt Frank und kann auch durch Reanimationsversuche nicht gerettet werden.
Der Schluss des Filmes zeigt Stella, die nun in einer größeren Restaurantküche arbeitet und in ihrem Schlussmonolog erklärt, durch ihre Neugier die Antwort auf alle ihre Fragen und damit zu sich selbst gefunden zu haben.

## Hintergrund
Das Drehbuch beruht auf einem Roman von Margaret Diehl. Der Film wurde am 22. Februar 1998 auf dem portugiesischen Filmfestival Fantasporto zum ersten Mal vorgeführt. In den USA lief der Film am 26. Juni 1998 in den Kinos an.

## Kritiken
Brian Webster schrieb im Apollo Movie Guide, der Film sei „gut gemeint“, aber „unzusammenhängend“. Er lebe von der „starken Darstellung“ von Sean Young, die „charismatisch“ und „klug“ wirke. Das Filmende sei nicht besonders gelungen.
Das Lexikon des internationalen Films schrieb, der Film zeige eine „selbstbewusste Frau, die sich nicht in ein von Männern bestimmtes Rollenkorsett zwingen“ lasse, sondern die Rolle der „gleichberechtigten Partnerin“ anstrebe.
Die Zeitschrift TV Movie schrieb, das „Porträt einer jungen, in jeder Hinsicht selbstbewussten Frau und ihrer erotischen Odyssee in der amerikanischen Großstadt“ werde von Sean Young" überzeugend verkörpert".

## Auszeichnungen
Zoe Clarke-Williams gewann im Jahr 1997 den Hollywood Young Filmmaker Award des Hollywood Film Festivals.